# Oussama Boughanmi
Ne pas confondre avec le handballeur tunisien Oussema Boughanmi
Oussama Boughanmi, né le 5 janvier 1990 à Tunis, est un footballeur tunisien évoluant au poste de milieu défensif.

## Palmarès
- Ligue des champions de la CAF : 2011
- Championnat de Tunisie : 2010, 2011, 2012
- Coupe de Tunisie : 2011